# Prison Sex
«Prison Sex» (en español "prisionero sexual") es una canción de la banda estadounidense de metal progresivo Tool. Es la segunda pista de su primer álbum de estudio Undertow y el primer sencillo. 
La letra y el video de la canción tratan claramente acerca del abuso infantil, en el cual el menor agredido pasa a ser agresor al crecer y a cometer el mismo abuso al cual fue anteriormente sometido. El video es luego considerado como demasiado gráfico u ofensivo, por lo que MTV deja de transmitirlo, y la canción deja de ser pasada en la radio. Keenan escribió la letra inspirándose en los maltratos que recibía de su padrastro.
Esta canción es única por su modificada afinación inusual con la sexta cuerda en si (BADGBE).